# KFUM-borgen
KFUM-borgen består af 3 bygninger i København som opførtes af KFUM. Bygningen Gothersgade 115 er opført i 1898-1901, samtidigt med bygningen i Tornebuskegade (med indgang over gården fra Gothersgade) ved arkitekt Jens Christian Kofoed. I 1915-1917 tilføjes bygningen Rosenborggade 15-17 (en) ved arkitekt Henning Hansen.
Stenhuggerarbejdet på den ældre bygning er udført af Hans & Jørgen Larsen. Indhugget i granitten over porten i Gothersgade ses teksten Kristelig Forening for Unge Mænd. Indgangspartiet i Rosenborggade er prydet af 4 granit-relieffer og over kælderhalsen sammensteds ses ligeledes et relief med teksten K F U M.
Henning Hansens fløj er fredet. I bydelsatlas er hele komplekset markeret med bevaringsværdi Høj.
- Rosenborggade
- Gothersgade
- Tornebuskegade

## Bygningernes brug
Fra år 1900 til 2003 har bygningerne været brugt som hovedkontor for KFUMs Soldatermission i Danmark. Der var desuden hotel og soldaterhjem til Livgardens kaserne ved Rosenborg slot.
Den 28. september 1910 lagde bygningerne hus til grundlæggelsen af KFUM-Spejderne i Danmark, under ledelse af Jens Grane.
Den 17. april 1937 blev festsalen benyttet til uddelingen af bronzeplaketter til de første 6 danske bloddonorer som havde givet blod 10 gange. Det var en fest for 300 donorer under ledelse af donorkorpsets formand (og spejder) Tage Carstensen.
I 1965 blev bygningerne mod Tornebuskegade og Rosenborggade overdraget til Københavns Universitet. Disse var i brug indtil sommeren 2005 hvor Institut for Statskundskab flyttede til det nye Center for Sundhed og Samfund på det tidligere Kommunehospitalet.
I 2003 blev bygningen mod Gothersgade solgt af KFUMs Soldatermission, som flyttede sit hovedkontor til Fredericia.
I dag kaldes bygningen også Europa-Huset, idet Europa-Kommissionens repræsentation i Danmark og Europa-Parlamentets informationskontor i Danmark siden 2006 har haft til huse på adressen.

## Ekstern henvisning
- Soldatermissionens hjemmeside

55°41′2.56″N 12°34′27.95″Ø / 55.6840444°N 12.5744306°Ø